# Боско III (Авелино)
Боско III је насеље у Италији у округу Авелино, региону Кампанија.
Према процени из 2011. у насељу је живело 63 становника. Насеље се налази на надморској висини од 393 м.